# 769 Tatjana
A 769 Tatjana (ideiglenes jelöléssel 1913 TA) a Naprendszer kisbolygóövében található aszteroida. Grigory Neujmin fedezte fel 1913. október 6-án.